# Комсомольская улица (Пушкин)
Комсомо́льская улица — улица в городе Пушкине (Пушкинский район Санкт-Петербурга). Проходит в Новосёлках от Кедринской улицы в направлении Сапёрной улицы.
Название появилось в 1950-х годах. Дано в честь Комсомола.
Согласно проекту планировки, Комсомольскую улицу планируется продлить до Сапёрной улицы.